# Витязівський район
Витязівський район — колишня адміністративно-територіальна одиниця у складі Одеської, Миколаївської та Кіровоградської областей Української РСР з адміністративним центром у селі Витязівка.

## Населення
Станом на 1935 рік кількість населення району становила 23 280 осіб, все сільське.
За даними перепису населення СРСР 1939 року чисельність населення району становила 17 769 осіб, серед них українців — 16 336, росіян — 1 035, молдован — 80, білорусів — 65, євреїв — 38, інших — 215.

## Історія та адміністративний устрій
Утворений 17 лютого 1935 року, відповідно до постанови Президії Всеукраїнського центрального виконавчого комітету «Про склад нових адміністративних районів Одеської області». До складу району увійшли Апрелівська, Буховецька, Витязівська, Грузько-Бобринська, Дончинська, Кривоносівська, Мар'янівська, Миколо-Бабанська, Новоградівська, Олександро-Рощаківська, Павлогірківська, Сорочанівська, Ставрівська, Федорівська та Шишкінська сільські ради Бобринецького району Одеської області. Площа території району становила 661,5 кв. км, найближча залізнична станція — Людмилівка, за 35 км.
22 серпня 1937 року, відповідно до постанови Центрального виконавчого комітету СРСР «Про розподіл Харківської області на Харківську і Полтавську, Київської — на Київську і Житомирську, Вінницької — на Вінницьку і Кам'янець-Подільську та Одеської — на Одеську і Миколаївську області», район включено до складу новоутвореної Миколаївської області. 10 січня 1939 року, відповідно до указу Президії Верховної Ради СРСР «Про утворення Сумської, Кіровоградської і Запорозької областей в складі Української РСР», район передано до складу новоутвореної Кіровоградської області.
Станом на 1 вересня 1946 року площа території району становила 700 кв. км, до складу району входили 15 сільських рад: Апрелівська, Буховецька, Витязівська, Грузько-Бобринська, Дончинська, Кіровська, Кривоносівська, Мар'янівська, Миколо-Бабанська, Ново-Градівська, Павлогірківська, Рощахівська, Сорочанівська, Ставрівська, Федорівська та Шишкінська.
На 1 січня 1956 року площа території району становила 700 кв. км, до складу району входили 12 сільських рад: Апрелівська, Витязівська, Дончинська, Кіровська, Кривоносівська, Мар'янівська, Миколо-Бабанська, Ново-Градівська, Павлогірківська, Рощахівська, Сорочанівська та Шишкинська.
Ліквідований 12 листопада 1959 року, відповідно до указу Президії Верховної ради Української РСР «Про укрупнення Бобринецького, Олександрівського і Ново-Українського районів Кіровоградської області». Територію на населені пункти передано до складу Бобринецького району Кіровоградської області..